# Горн (Нідерланди)
Горн (нід. Hoorn) — громада і місто в Нідерландах, розташоване у провінції Північна Голландія на узбережжі Ейсселмер, за 35 км на північ від Амстердама.

## Історія
Населений пункт в цих місцях існував уже в 716 році. 1357 року граф Голландії Віллем V надав йому права міста. Коли настала Золота доба Нідерландів, Горн став домашньою базою Голландської Ост-Індської компанії. Саме звідси були родом знамениті мореплавці Віллем Схаутен (дав назву мису Горн на честь своєї батьківщини) і Ян Пітерсзоон Кун.
У XVIII столітті місто занепало і перетворилося на невелике рибальське селище. У XIX столітті місто знову відродилося, ставши центром торгівлі сільськогосподарською продукцією для всієї Західної Фризії. З будівництвом залізниць місто перетворилося на важливий транспортний вузол Північної Голландії. Після того як у 1932 році була побудована дамба Афслютдейк, Горн позбувся виходу в море.
У місті розташований Музей Західної Фрисландії. 2005 року з музею викрали 24 картини і 70 предметів зі срібла XVII-XVIII ст. вартістю близько 10 мільйонів євро. Протягом десяти років твори мистецтва зберігались у приватному маєтку на Донбасі.

## Міста-побратими
- Берсел, Бельгія, 1979
- Малакка, Малайзія, 1989[5][6][7]
- Пршибрам, Чехія, since 1992

## Відомі люди
- Андреас Целларій — «ректор» місцевої гімназії, автор «Опису Польщі»[8]